# شطيرة البيض
شطيرة البيض شطيرة مع نوع من حشوة البيض المطبوخ. البيض المقلي والبيض المخفوق وايضا البيض المسلوق وسلطة البيض (مزيج من البيض المطبوخ المفروم والخردل والمايونيز) من الخيارات الشائعة. في الحالة الرابعة ، يمكن أن يطلق عليها شطيرة سلطة البيض .